# San Pedro Evangelista
San Pedro Evangelista är en ort i Mexiko.   Den ligger i kommunen Matías Romero Avendaño och delstaten Oaxaca, i den sydöstra delen av landet, 500 km sydost om huvudstaden Mexico City. San Pedro Evangelista ligger 148 meter över havet och antalet invånare är 644.
Terrängen runt San Pedro Evangelista är platt åt nordost, men åt sydväst är den kuperad. Runt San Pedro Evangelista är det ganska glesbefolkat, med 26 invånare per kvadratkilometer. Närmaste större samhälle är Los Fresnos, 10,3 km nordväst om San Pedro Evangelista. Omgivningarna runt San Pedro Evangelista är en mosaik av jordbruksmark och naturlig växtlighet.